# フレキシブルプリント基板
フレキシブルプリント基板（フレキシブルプリントきばん、フレキシブル基板あるいはFPC（Flexible Printed Circuits））は、プリント基板の一種。柔軟性があり、弱い力で繰り返し変形させることが可能であり、変形した場合にもその電気的特性を維持する特性をもつ。電子機器業界では略して「フレキ」と呼ぶこともあるが、これは住友電気工業の登録商標である。

フレキシブルプリント基板（Flexible Printed Circuit：FPC）は、ポリイミドまたはポリエステルフィルムを基材として作製された高信頼性で優れたフレキシブル印刷回路基板である。配線密度が高く、軽量、厚みが薄く、折り曲げ性が良いという特徴がある。
フレキシブルケーブルは、柔軟性があり大きく変形させることが可能な配線。フレキシブルエレクトロニクス（Flexible electronics）は、変形可能な電子部品に関する技術の総称。フレキシブルフラットケーブル（FFC）なども含まれる。

## 性質および材質
一般的なフレキシブル基板の構造、性質および材質は以下の通り。
- 厚み12μmから50μmの薄膜状の絶縁体「ベースフィルム」の上に接着層を形成し、さらにその上に厚み12μm～50μm程度の導体箔が貼りあわされた構造である。一般的なリジッド基板の総厚300μm～1,600μmと比較して薄く、加工性に優れるため、複雑な形状加工が可能である。
- 端子部やはんだ付け部以外には絶縁体を被せて保護している。
- 絶縁体は「ソルダーレジスト（レジスト／フォトレジスト）」や「カバーレイ（Coverlay）」と呼ばれる材料で、ポリイミドやポリエステル（PET）など多くのプラスチックが使用される。導体としては銅／銅箔が一般的に用いられる。接着層には主にエポキシ樹脂系、アクリル樹脂系の接着剤やプリプレグが使用される。
- あらかじめ上記の絶縁体と導体を張りあわせた複合材料「銅張積層板＝CCL（Copper Clad Laminate）」や「銅箔付き絶縁体シート＝RCC（Resin Coated Copper Foil）」などが用いられることが多い。
- 柔軟性を必要としない、あるいは強度を要するエリアには、粘着テープや接着剤でステンレス鋼などの板金／鋼板を接着して補強することがある。

### メンブレン配線板
メンブレン配線板はキーボードや電卓、液晶の配線、小基板の接続などに使われている。上記銅箔を配線材としたフレキシブル配線板より機械的強度や対摩耗性は劣るが、構成、製造が比較的容易である。接続にははんだ付けが行えないため、接触接続または導電性ペースト、導電ゴムなどにより接続される。
- ベースフィルムにポリエチレンテレフタラート（PET）樹脂、導体としてはカーボン銀などの導電性ペーストが用いられる。

## 用途

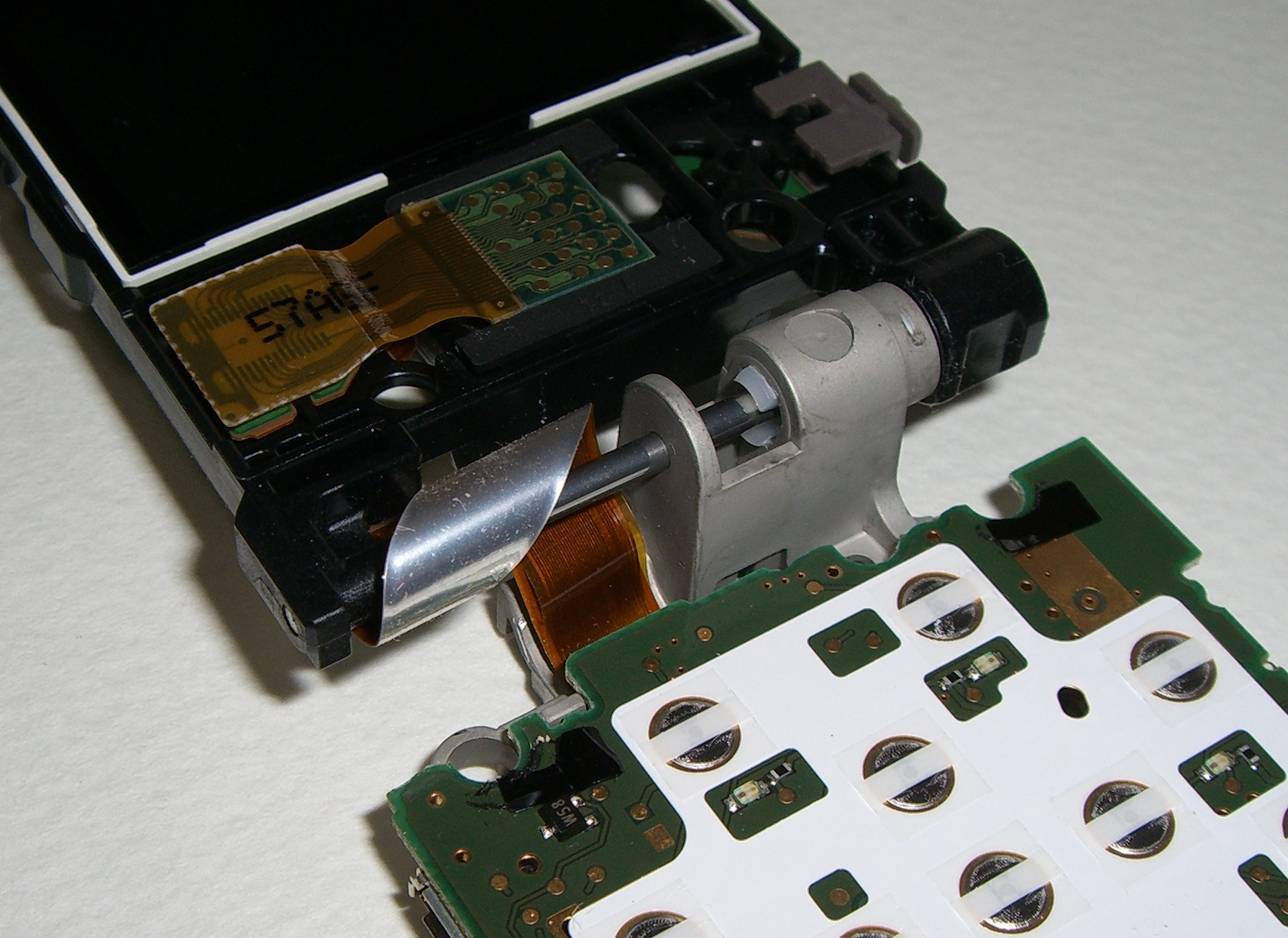
可動部配線の例（携帯電話の蝶番内部）

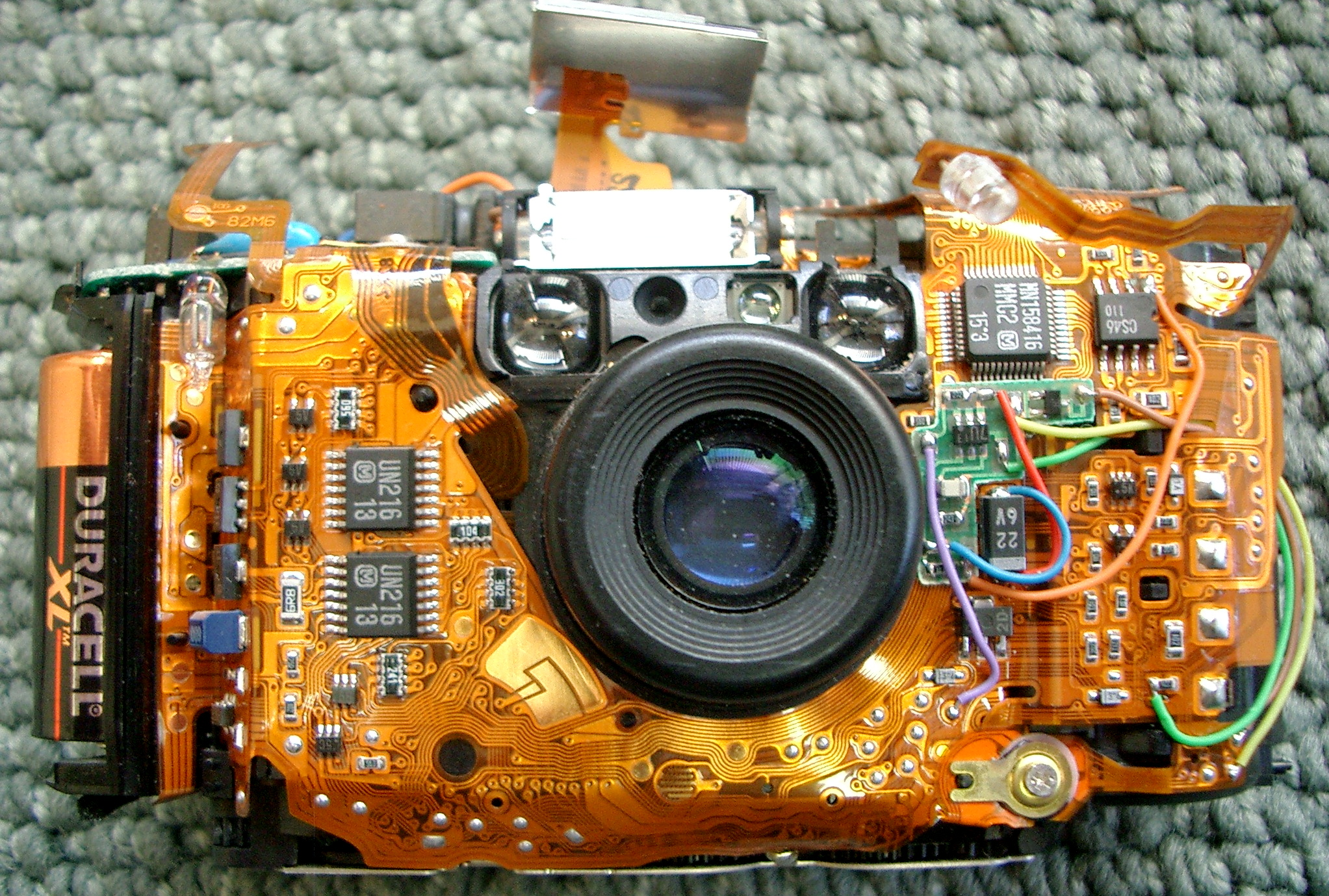
立体配線の例（カメラの内部）

- 可動部品への配線、例えばシリアルプリンターのヘッドに電気信号を伝える配線や、折りたたみ型携帯電話の蝶番（ヒンジ）を通る配線、カメラのレンズ内配線など。
- 立体的な配線、例えば主基板から離れた液晶ディスプレイなどの部品に電気信号を伝達する配線や、空間的制約のために配線や基板を曲げる必要がある箇所。

## 歴史
変形可能な配線部品としてフラットケーブルが古くから使われてきたが、特に小型軽量化が望まれる宇宙開発や航空機などにおいては1960年代からフレキシブルケーブルが使われ始めた。1966年、フレキシブルケーブルに適する素材ポリイミドがデュポンによって開発され、広く利用されるようになった。
日本国内では1969年に、住友電工と日本メクトロンが米国からFPC技術を導入し事業化を開始した。
一般的な製品としては、1972年に発売されたヤシカ製一眼レフカメラエレクトロAXの内部配線や、1975年に発売されたシャープ製コンパクト型電卓EL-8009の蝶番部に採用された例がある。現在ではスマートフォン・ウェアラブルコンピュータなど、さまざまな携帯機器で使用されている。

## FPCメーカー

### 国内
- 日本メクトロン - 世界首位
- フジクラ - 世界3位
- 住友電工プリントサーキット - 世界5位
- 日東電工
- 住友ベークライト
- 信越化学工業
- 村田製作所
- 東レ
- ヒロセ電機
- 沖電線
- デクセリアルズ
- 太洋テクノレックス
- ニッポン高度紙工業
- FLEXCEED

- エレファンテック
- 山下マテリアル
- I.S.T

### 国外
- Zhen Ding Technology（台湾）- 世界2位
- MFLEX（中国）- 世界4位

## 標準規格
FPCに関する標準規格はIPC（Association Connecting Electronics Industries（本部はアメリカ合衆国イリノイ州バンノックバーン））、JPCA（一般社団法人日本電子回路工業会）、KPCA（韓国電子回路産業協会）などがある。